# 대한민국 민사소송법 제444조
대한민국 민사소송법 제444조는 즉시항고에 대한 민사소송법조문이다.

## 조문
제444조(즉시항고) (1) 즉시항고는 재판이 고지된 날부터 1주 이내에 하여야 한다.

(2) 제1항의 기간은 불변기간으로 한다.

## 같이 보기
- 즉시항고